# Yimaia
Yimaia ist ein ausgestorbener Verwandter des Ginkgo und die einzige Gattung der Familie Yimaiaceae.

## Merkmale
Von den anderen Vertretern der Ginkgoales unterscheidet sich die Gattung durch folgende Merkmale: Die samenbildenden Organe besteht aus einem Stiel und bis zu acht oder neun endständig stehenden, sitzenden und orthotrop stehenden Samenanlagen. Morphologisch ähnliche Samen-Organe aus Grönland und Schweden werden in die Gattung Allicospermum gestellt.
Die Samen-Organe treten zusammen mit Blättern des Typus Baiera oder Ginkgoites auf und mit Sprossen von Ginkgoitocladus. In den Samen-Organen wurden Pollenkörner des Tyus Ginkgocycadophytus gefunden.

## Verbreitung
Die Gattung Yimaia kommt vom unteren bis mittleren Jura Eurasiens vor. Fundorte gibt es in England und China. Junge Samen-Organe aus dem Unteren Unterjura (Hettangium) aus Franken sind möglicherweise auch in die Gattung Yimaia einzuordnen.

## Belege
- Zhi-Yan Zhou: An overview of fossil Ginkgoales. In: Palaeoworld. Band 18, Nr. 1, 2009, S. 1–22, doi:10.1016/j.palwor.2009.01.001.
- Thomas N. Taylor, Edith L. Taylor, Michael Krings: Paleobotany. The Biology and Evolution of Fossil Plants. 2. Auflage. Academic Press, Amsterdam u. a. 2009, ISBN 978-0-12-373972-8. S. 752f.